# Onthophagus sinagai
Onthophagus sinagai là một loài bọ cánh cứng trong họ Bọ hung (Scarabaeidae).